# Dainippon itan geishateki nōmiso gyaku kaiten zekkyō ongenshū
Dainihon Itangeishateki Noumiso Gyaku Kaiten Zekkyou Ongenshuu (大日本異端芸者的脳味噌逆回転絶叫音源集?) es un Álbum recopilatorio de The Gazette, con todas las canciones de su publicadas anteriormente de los EP Cockayne Soup, Akuyuukai y Spermargarita en un solo disco.

## Lista de canciones
1. "Beautiful 5 [Shit]ers" – 3:24
2. "32 Koukei no Kenjuu" (32口径の拳銃) – 5:41
3. "Shiawase na Hibi" (幸せな日々) – 4:39
4. "Haru ni Chirikeri, Mi wa Kareru de Gozaimasu" (春ニ散リケリ、身ハ枯レルデゴザイマス) – 5:29
5. "Oni no Men" (鬼の面) – 5:02
6. "Ray" – 5:49
7. "Wife" (ワイフ) – 5:22
8. "Ito" (絲) – 6:41
9. "Linda ~Candydive Pinky Heaven~" – 4:17
10. "Black Spangle Gang" (ブラックスパンコール ギャング) – 4:06
11. "Wakaremichi" (別れ道) – 5:22
12. "☆BEST FRIENDS☆" – 4:20

All music by The Gazette. All lyrics by Ruki.